# Nationale I Féminine 2005/06
Die Nationale I Féminine 2005/06 war die vierte französische Mannschaftsmeisterschaft im Schach der Frauen und gleichzeitig die letzte unter dieser Bezeichnung, da der Wettbewerb zur folgenden Saison in Top 12 umbenannt wurde.
Meister wurde Évry Grand Roque, während sich der Titelverteidiger Club de Clichy-Echecs-92 mit dem dritten Platz begnügen musste. Aus der Nationale II waren der Club de La Tour Hyéroise, der Club de Orcher la Tour Gonfreville und der Club de Thomas Bourgneuf Créteil aufgestiegen. Créteil erreichte als einziger Aufsteiger den Klassenerhalt, während Hyère und Gonfreville zusammen mit dem Club de L’Echiquier Naujacais absteigen mussten. Den vierten Abstiegsplatz belegte der Club de Bischwiller, welcher allerdings erstklassig blieb, da die zweite Mannschaft des Vereins in der Nationale II auf einem Aufstiegsplatz landete.
Zu den gemeldeten Mannschaftskadern siehe Mannschaftskader der Nationale I Féminine 2005/06.

## Spieltermine
Die Vorrunde fand statt vom 7. bis 9. April 2006 und wurde zentral in Évry ausgerichtet. Die Halbfinalwettkämpfe wurden am 24. Juni in Clichy, das Finale am 25. Juni in Paris gespielt.

## Modus
Die zwölf teilnehmenden Vereine wurden in zwei Sechsergruppen (Groupe A und Groupe B) eingeteilt und spielten in diesen ein einfaches Rundenturnier. Über die Platzierung entschied zunächst die Anzahl der Mannschaftspunkte (3 Punkte für einen Sieg, 2 Punkte für ein Unentschieden, 1 Punkt für eine Niederlage, 0 Punkte für eine kampflose Niederlage), anschließend die Differenz zwischen Gewinn- und Verlustpartien und letztendlich die Zahl der Gewinnpartien. Die beiden Letzten jeder Gruppe stiegen in die Nationale I ab, während sich die beiden Ersten jeder Gruppe für die Finalrunde qualifizierten. Diese wurde im k.-o.-System ausgetragen, wobei der dritte Platz nicht ausgespielt wurde.

## Vorrunde

### Gruppeneinteilung
Die 12 Mannschaften wurden wie folgt in die zwei Vorrunden eingeteilt:
| Groupe A                             | Groupe B                               |
| ------------------------------------ | -------------------------------------- |
| Club de Vandœuvre-Echecs (2)         | Club de Clichy-Echecs-92 (1)           |
| Évry Grand Roque (3)                 | Club de Bischwiller (4)                |
| Marseille Duchamps (6)               | Club de Mulhouse Philidor (5)          |
| Club de L’Echiquier Naujacais (8)    | C.E. de Bois-Colombes (7)              |
| Club de Thomas Bourgneuf Créteil (A) | Club de J.E.E.N. (9)                   |
| Club de La Tour Hyéroise (A)         | Club de Orcher la Tour Gonfreville (A) |

Anmerkung: Die Vorjahresplatzierung wird eingeklammert angegeben, bei den Aufsteigern ist stattdessen ein „A“ angegeben.

### Groupe A
Hyères trat zur Vorrunde nicht an und stand damit als erster Absteiger fest; alle ihre Wettkämpfe wurden mit 0:3 Mannschaftspunkten und 0:4 Brettpunkten gewertet. Die Entscheidung über den zweiten Absteiger fiel in der letzten Runde gegen Naujac-sur-Mer, die dem direkten Konkurrenten Marseille unterlagen. Die beiden Halbfinalplätze hatten sich bereits Évry und Vandœuvre gesichert.

#### Abschlusstabelle
| Pl. | Verein                               | Sp | G | U | V | MP | Brett-P. |
| --- | ------------------------------------ | -- | - | - | - | -- | -------- |
| 01. | Évry Grand Roque                     | 5  | 5 | 0 | 0 | 15 | 17:2     |
| 02. | Club de Vandœuvre-Echecs             | 5  | 3 | 1 | 1 | 12 | 13:5     |
| 03. | Club de Thomas Bourgneuf Créteil (N) | 5  | 3 | 1 | 1 | 12 | 10:8     |
| 04. | Marseille Duchamps                   | 5  | 2 | 0 | 3 | 9  | 8:9      |
| 05. | Club de L’Echiquier Naujacais        | 5  | 1 | 0 | 4 | 7  | 7:11     |
| 06. | Club de La Tour Hyéroise (N)         | 5  | 0 | 0 | 5 | 0  | 0:20     |

#### Entscheidungen
|     | qualifiziert für das Halbfinale: Évry Grand Roque, Club de Vandœuvre-Echecs            |
|     | Absteiger in die Nationale II: Club de L’Echiquier Naujacais, Club de La Tour Hyéroise |
| (N) | Aufsteiger der letzten Saison                                                          |

#### Kreuztabelle
| Ergebnisse | Ergebnisse                       | 01. | 02. | 03. | 04. | 05. | 06. |
| ---------- | -------------------------------- | --- | --- | --- | --- | --- | --- |
| 01.        | Évry Grand Roque                 |     | 3:1 | 4:0 | 3:0 | 3:1 | 4:0 |
| 02.        | Club de Vandœuvre-Echecs         | 1:3 |     | 2:2 | 3:0 | 3:0 | 4:0 |
| 03.        | Club de Thomas Bourgneuf Créteil | 0:4 | 2:2 |     | 2:1 | 2:1 | 4:0 |
| 04.        | Marseille Duchamps               | 0:3 | 0:3 | 1:2 |     | 3:1 | 4:0 |
| 05.        | Club de L’Echiquier Naujacais    | 1:3 | 0:3 | 1:2 | 1:3 |     | 4:0 |
| 06.        | Club de La Tour Hyéroise         | 0:4 | 0:4 | 0:4 | 0:4 | 0:4 |     |

### Groupe B
Um den Einzug ins Halbfinale lieferten sich J.E.E.N, Clichy und Mulhouse einen Dreikampf. Erst in der letzten Runde sicherte sich Clichy den Halbfinalplatz durch einen Sieg gegen Mulhouse, musste aber J.E.E.N aufgrund der besseren Brettpunkte den Gruppensieg überlassen. Während Gonfreville schon vor der letzten Runde als Absteiger feststand, fiel Bischwiller erst in der letzten Runde auf den vorletzten Platz zurück. Der Abstieg blieb Bischwiller jedoch erspart, da die zweite Mannschaft des Vereins in der Nationale II einen Aufstiegsplatz belegte.

#### Abschlusstabelle
| Pl. | Verein                                 | Sp | G | U | V | MP | Brett-P. |
| --- | -------------------------------------- | -- | - | - | - | -- | -------- |
| 01. | Club de J.E.E.N.                       | 5  | 3 | 2 | 0 | 13 | 11:4     |
| 02. | Club de Clichy-Echecs-92 (M)           | 5  | 4 | 0 | 1 | 13 | 11:5     |
| 03. | Club de Mulhouse Philidor              | 5  | 3 | 1 | 1 | 12 | 11:4     |
| 04. | C.E. de Bois-Colombes                  | 5  | 1 | 2 | 2 | 9  | 7:6      |
| 05. | Club de Bischwiller                    | 5  | 1 | 1 | 3 | 8  | 5:11     |
| 06. | Club de Orcher la Tour Gonfreville (N) | 5  | 0 | 0 | 5 | 5  | 1:16     |

#### Entscheidungen
|     | qualifiziert für das Halbfinale: Club de J.E.E.N., Club de Clichy-Echecs-92 |
|     | Absteiger in die Nationale I: Club de Orcher la Tour Gonfreville            |
| (M) | Meister der letzten Saison                                                  |
| (N) | Aufsteiger der letzten Saison                                               |

#### Kreuztabelle
| Ergebnisse | Ergebnisse                         | 01. | 02. | 03. | 04. | 05. | 06. |
| ---------- | ---------------------------------- | --- | --- | --- | --- | --- | --- |
| 01.        | Club de J.E.E.N.                   |     | 3:1 | 1:1 | 1:1 | 3:0 | 3:1 |
| 02.        | Club de Clichy-Echecs-92           | 1:3 |     | 2:1 | 2:1 | 3:0 | 3:0 |
| 03.        | Club de Mulhouse Philidor          | 1:1 | 1:2 |     | 2:1 | 4:0 | 3:0 |
| 04.        | C.E. de Bois-Colombes              | 1:1 | 1:2 | 1:2 |     | 1:1 | 3:0 |
| 05.        | Club de Bischwiller                | 0:3 | 0:3 | 0:4 | 1:1 |     | 4:0 |
| 06.        | Club de Orcher la Tour Gonfreville | 1:3 | 0:3 | 0:3 | 0:3 | 0:4 |     |

## Endrunde

### Übersicht
|  | Halbfinale               | Halbfinale |                          |                  | Finale | Finale |
|  |                          |            |                          |                  |        |        |
|  |                          |            |                          |                  |        |        |
|  | Club de J.E.E.N.         | 0          |                          |                  |        |        |
|  | Club de Vandœuvre-Echecs | 4          |                          |                  |        |        |
|  |                          |            | Club de Vandœuvre-Echecs | 1                |        |        |
|  |                          |            |                          | Évry Grand Roque | 3      |        |
|  | Évry Grand Roque         | 2          |                          |                  |        |        |
|  | Club de Clichy-Echecs-92 | 0          |                          |                  |        |        |
|  |                          |            |                          |                  |        |        |

### Entscheidungen
|  | Französischer Mannschaftsmeister: Évry Grand Roque |

### Halbfinale
Während sich Vandœuvre klar gegen J.E.E.N. durchsetzte, war das zweite Halbfinale enger. Bei Remisen an den Spitzenbrettern entschieden die Partien an den Brettern 3 und 4 zugunsten Évrys.

### Finale
Ebenso wie in der Vorrunde setzte sich Évry auch im Finale gegen Vandœuvre mit 3:1 durch.

## Die Meistermannschaft
| 1.            | Évry Grand Roque                                                                          |
| Schachfiguren | Pia Cramling, Marina Roumegous, Emilie Fortuit, Branislava Katic-Stojanovic, Marie Sebag. |